# Netřebice, Nymburk
Netřebice là một làng thuộc huyện Nymburk, vùng Středočeský, Cộng hòa Séc.